# Jozef Bal
Jozef Bal (Melsele, 10 december 1856 - Opbrakel, 25 januari 1921)  was een leraar, priester en auteur van het eerste verklarende en geïllustreerde woordenboek in het Vlaamse en Nederlandstalige taalgebied.

## Priester en leraar
Priester gewijd in 1883 werd hij leraar te Sint-Niklaas en te Oudenaarde, daarna werd hij onderpastoor te Merelbeke, diocesaan directeur te Eine, te Sint-Denijs-Westrem en pastoor te Opbrakel.

## Verklarend
Hij is vooral bekend als uitgever van het eerste uitvoerig verklarende en geïllustreerd woordenboek Het Verklarend Woordenboek met platen voor België en Nederland. Het werd uitgegeven bij Alfons Siffer te Gent en bij L.J. Veen in Amsterdam. De eerste uitgave dateert van 1893 met een oplage van 2.000 exemplaren, de laatste van 1912.
Bals werken waren de voorloper van de huidige geïllustreerde woordenboeken, maar gezien de beperkte grafische mogelijkheden legde men in die tijd de nadruk op de verklarende taal en minder op illustraties. In de volgende drukken veranderde deze verhouding.
Het aanbod van zowel Vlaamse als Nederlandse onderwerpen maakte dat het woordenboek geschikt was voor de beide gebieden.